# Vânătorii Mici, Giurgiu
Vânătorii Mici este satul de reședință al comunei cu același nume din județul Giurgiu, Muntenia, România.